# Robert Osserman
Robert Osserman (New York, 19 dicembre 1926 – Berkeley, 30 novembre 2011) è stato un matematico statunitense.

## Biografia
Cresciuto nel Bronx, si iscrisse alla Bronx High School of Science, diplomandosi nel 1942, e quindi alla New York University.
Ottenne un Ph.D. nel 1955 presso la Harvard University con una tesi su Contributions to the Problem of Type (sulla Superficie di Riemann), avendo come relatore di Lars Ahlfors. Iniziò a insegnare presso la Stanford University nel 1957, dove rimase fino alla morte in qualità di professore emerito. Per la sua riconosciuta e duratura professione svolta nell'ambito della docenza universitaria, gli fu assegnato nel 1985 un importante premio dedicato al valore dell'insegnamento, il Dean's Award for Outstanding Teaching.
Nel 1990, oltre alla cattedra a Stanford, assunse anche l'incarico di vicedirettore del Mathematical Sciences Research Institute di Berkeley (California), dove, com'egli stesso racconta, poté usufruire della vasta biblioteca, che unisce e ordina insieme opere e documenti di matematica e astronomia in "felice combinazione", a cui attinse per la scrittura di Poetry of the Universe, il suo libro più famoso e più pubblicato a livello internazionale, nel quale riepilogava una sintesi del corso interdisciplinare attuato nella prima metà degli anni novanta all'Università di Stanford in collaborazione con altri colleghi.
In sua memoria a Stanford (organizzata dagli istituti dove Osserman lavorò), il 21 e 22 aprile 2012, è stata indetta una conferenza focalizzata sui suoi contributi e scritti (con particolare riguardo per quelli geometrici) partoriti durante la carriera di scienziato e professore.

## Poesia dell'Universo - L'esplorazione matematica del cosmo
In tale saggio espose principalmente la parte riferita ad evoluzione e applicazione del pensiero geometrico indispensabile all'osservazione e interpretazione delle proprietà naturali e strutturali dell'universo; con puntualizzati richiami storici, ad iniziare dal genio dei precursori matematici e filosofici greci, quali Pitagora ed Eratostene di Cirene del quale spiega l'uso dello gnomone e la semplice trigonometria con cui ricavò una prima misura, abbastanza precisa, della circonferenza terrestre. Soffermandosi poi sugli studi pionieristici di fine'800 concernenti la metrica quadridimensionale e il calcolo dei tensori, dando così risalto all'opera di Bernhard Riemann. E incentrando il nòcciolo del contenuto sulle teorie einsteniane della Relatività (quella "speciale" e la "generale"): considerate il fondamento dello studio astrofisico moderno; principalmente l'inviolabilità della costante c (velocità limite della luce e d'ogni segnale trasmissibile nello spazio vuoto) in quanto condiziona la capacità di misura del cosmo, rendendone possibile solo un esame empirico retrodatato delle sue leggi e caratteristiche globali, come le distanze fra le masse galattiche e l'attuale portata della costante di Hubble che, unitamente alla curvatura dello spazio-tempo dovuta alla gravità: danno forma e destino all'insieme della materia universale.
L'opera pone l'accento sulla visione d'un cosmo in continua evoluzione, i cui confini vanno sistematicamente modificandosi ed aumentando a partire dal big bang: la genesi propulsiva in cui si estrinsecò l'estrema concentrazione di tutta l'energia, allora in forma di radiazione e materia subnucleare, che s'è trasformata nell'universo a noi visibile. Consegue che visto a ritroso, periodo dopo periodo, diveniamo spettatori d'uno spazio in generale via via volumetricamente più ridotto e caldo (ovviamente se la sua espansione è rimasta almeno sempre costante). Così scrutando l'arco celeste in profondità si rivela progressivamente a noi il passato cosmico, con la successione dei processi che ne hanno costruito l'insieme, a cominciare dai suoi corpi più antichi come Quasar e protogalassie fin alle diverse generazioni riguardanti il tipo delle singole stelle. Al proposito il contenuto del testo s'apre con l'illustrazione della mappa tracciata dal satellite COBE, che racchiude una "istantanea" dell'universo primordiale risalente ai primi trecentomila (o poco più) anni d'età. E lì Osserman, in modo originale, commenta che né i divulgatori "...né i loro lettori erano preparati a comprendere la natura paradossale di un'immagine che offre simultaneamente una visione della Terra verso l'esterno in tutte le direzioni e una visione verso l'interno da tutte le direzioni, dal big bang."
Nella nutrita appendice del volume, riservata alle note dei capitoli, l'Autore è sostiene le sue tesi con un supporto più tecnico. Lì viene illustrato (come espressione di limite cognitivo d'ogni appercezione del mondo) il modello classico dell'universo Einstein-deSitter, nel diagramma cartesiano in cui l'ordinata è denominata asse z e indica le cifre della successione temporale, sincrona con la visione di eventi posti su un orizzonte (circolare e variante) che ha le sue coordinate spaziali x fissate sull'ascissa. Chi osserva da un punto dell'asse z capta la luce partita in precedenza dall'orizzonte: che gli conduce quindi informazioni empiriche sulla rispettiva emittente com'era in quel momento; ma che ignora quel che ad essa può esser accaduto successivamente, o nell'intervallo fra la proiezione dell'evento x e la sua rilevazione nel tempo z. Ergo, egli non sa dinamica, né aspetto e/o ampiezza effettiva assunti dall'orizzonte al momento del ricevimento del segnale emesso, né l'attuale posizione (e lontananza) della rispettiva fonte. Ottiene, con l'osservazione diretta, solo una conoscenza storica di quei punti (sorgente) localizzati sulla complessiva curva cosmica. Ma nonostante quest'insormontabile frontiera può ricostruire un'immagine almeno compatibile con i dati di tali ricezioni, mettendone insieme i fattori via via e ad uno ad uno misurati che recano un'impronta delle variazioni relative al crescere del tempo e configurandoli in un modello teorico coerente col bagaglio di conoscenze già sperimentalmente acquisite, e compatibile con esse.
Ed Osserman non si esime, in coda alla pubblicazione, dal suggerire una velata obiezione verso qualche esposizione scientifica, del periodo in cui scrisse, che (a suo dire) non dava la debita importanza ai limiti temporali in cui è circoscritta ogni osservazione e deduzione astronomica.
Un pregio dell'opera sta nella lucida esplicazione, asseverata dagli esempi storici, che mette in risalto l'intuizione e l'immaginazione su cui s'erige il pensiero matematico d'ogni epoca. Che (a giudizio dell'Autore) malgrado sembri così distaccato dalla contingenza quotidiana, si rivela la fonte più attendibile di potenza euristica, capace di raggiungere una comprensione concreta e solida del mondo ma non priva di fascino e spesso affine alla poesia: per l'eleganza e la sintesi con cui porta alla luce segmenti profondi, altrimenti per sempre nascosti, della struttura naturale.
Infatti l'ultimo capitolo termina con la riepilogante panoramica sugli sviluppi, del secolo scorso, della geometria applicata; arrivando fin quasi alle soglie del periodo in cui l'Autore scrive. Riservando uno scorcio alla scoperta della molecola del carbonio (C60) chiamata fullerene proprio per la particolare simmetria come un incastro di forme esagonali e pentagonali, evocante l'architettura di R.Buckminster Fuller. E in conclusione illustra la cognizione della dimensione frazionaria studiata da Benoît Mandelbrot che la denominò frattale e i suoi risvolti nella disamina dei sistemi fisici, al proposito il capitolo accenna alla sua affinità con l'articolata e ripetuta simmetria suggerita dalla distribuzione delle galassie, che ad una determinata scala (più definita, incentrata sull'osservazione in profondità di lunghe strisce di cielo) appaiono disposte a gruppi simili a bolle (com'è qui riportato), quale emerse da una innovativa ricerca nel centro astronomico dell'Harvard University (a metà degli anni'80).
Con l'aggettivo "matematico", inserito nel sottotitolo, l'Autore probabilmente intende il modo di far procedere le idee, il metodo logico seguito nel pensare, l'elaborazione d'un'autoconsistenza teorica rapportabile ai riscontri empirici, ossia quei consueti meccanismi mentali disciplinati dalla matematica applicata allo studio sperimentale, più che il modo tecnico costituito da simboli e numeri in formula; ché la stesura di queste sue pagine (esclusa l'appendice) è approfondita da schematici e accurati grafici, diagrammi e disegni esplicativi dei concetti ivi esposti col linguaggio comune, sovente affine allo stile filosofico, solo arricchito occasionalmente da qualche necessario termine specialistico (qual curvatura positiva costante) ma con rari enunciati e scevra di formulari.
Il libro qui presentato, a testimonianza della risonanza e ampio respiro didattico delle sue pagine: ove non manca riferimento (nel cap.5"Lo spazio curvo") all'Empireo dantesco (nei versi in cui è descritto, Osserman, ravvisa il tratteggio storicamente anticipato d'una struttura ipersferica), figura nei titoli d'approfondimento dedicati allo studio di "Storia del pensiero scientifico" nell'anno accademico 2008-2009, per la relativa Cattedra della "Facoltà di Lettere e Filosofia" all'Università di Palermo (Italia).
Il tema suindicato del brano in versi, che s'avvia dalla fine del canto XXVII e pervade tutto il seguente XXVIII del "Paradiso" ("Divina Commedia")," è considerato come una brillante intuizione geometrica sposata ad un'alta fantasia poetico-religiosa, sorprendente nel contesto medioevale per la notevole somiglianza (pur se soprattutto qualitativa) con l'ispirazione di G.F.Riemann. In sintesi il motivo è la descrizione della realtà come formata da tre parti, in cui tra il "primo mobile" spiccano la sfera occupata dal mondo naturale e a noi visibile e la sfera degli ordini angelici: l'Empireo al cui centro rifulge Dio. E l'Empireo domina e attornia la sfera contenente tutti i pianeti e le stelle con interna la Terra (posta secondo il geocentrico sistema tolemaico), ma simultaneamente restandone al di fuori e ben separato. Ergo, i relativi versi (strofe terzine) dell'Alighieri presumono almeno un abbozzato concetto di realtà in quattro dimensioni. [Tale aspetto della poetica geometria dantesca fu esaminato con perspicuità dal fisico Mark Peterson, a fine anni '70, e pubblicato in "American Journal of Physics" nº47(1979)-pp. 1031–1035(Come Osserman annota nel rispettivo paragrafo del proprio libro). Articolo più recentemente revisionato e riproposto come "The Geometry of Paradise" in <The Matematical Intelligence> nel vol.30, del 2008].
Anche in questo passo del libro è palese un intento mirato a coniugare le diverse aree culturali, correlandole all'impostazione analitica galileana, sotto il comun denominatore di logica e razionalità. Superando gli steccati spesso eretti fra l'impianto cognitivo teorico-sperimentale e altri campi dell'intelletto (come quelli umanistici). E mostrando quanto l'immaginativa visione matematica, seppur mediata da cifre, astrazioni e simboli che frequentemente paiono oscuri e ostici a tanti, (nei capoversi finali viene ribadito) è un'implicita e illuminante compartecipe del senso della bellezza ideale e materiale, nonché un'importante chiave per cogliere la velata armonia della natura: tipica premessa anche d'ogni espressione artistica. Quest'unificante sguardo per la creatività e forza indagatrice della mente, filtrato dalla scienza, fu il modus della strada interiore e pubblica dell'azione di quest'accademico e stimato Autore. E fu l'input del suo vivido e operativo interesse per le varie discipline volte alla chiarificatrice e ammirata ispezione dei molteplici ingranaggi del mondo, sempre alla ricerca in essi d'un suggestivo e coesivo ordine di fondo.

## Ilretroversoastronomico
Osserman nel saggio qui presentato conia il termine "retroverso", che altrove pare non abbia più ripetuto. Il termine ha carattere peculiarmente didattico ed è una definizione paradigmatica del cosmo, progressivamente osservabile, le cui proprietà apparenti risultano costantemente retrodatate rispetto al momento della loro ricezione osservativa ("...abbiamo chiamato il "retroverso" tutti i punti a noi visibili in un dato istante di tempo"). Tale motivo fa da sfondo ricorrente alla sua elaborazione. E tenendo conto di questo l'Autore indica opportunità e limiti, per la costruzione aggiornata e predittiva, dei modelli teorici su forma e destino dell'ambiente universale; sottolineando che i modelli non possono scostarsi troppo dalla sola, benché rigorosa, inferenza ipotetica. In ciò Osserman assume una posizione più critica sulle possibilità della disciplina cosmologica in confronto ad altri suoi colleghi. Quindi in tal senso, com'egli insegna, l'intero spazio astronomico invece che uni-verso, riveladoci esso solo la sua (e quindi anche nostra) impronta naturale storica, è più appropriato chiamarlo: "il retro-verso". E, in sintesi, detta dissincronia, per qualsiasi corpo e/o area celeste esaminati si tratti, non può tradursi in distanza anni-luce = separazione metrica attuale; poiché la prospettiva spaziale corrisponde alle posizioni risalenti al periodo dichiarato di detta misura cronologica (all'osservatore l'immagine che giunge implica soprattutto l'insieme complessivo delle relazioni fra gli oggetti osservati allora).
In pratica, se il centro osservativo è la Terra e l'osservabile è una lontana galassia, oggi noi implichiamo, nella misura, la distanza esistente allora (periodo in cui partì la luce galattica) rispetto ad essa; poiché i parametri di comparazione per tal calcolo risalgono a quel contesto cronologico: "...non ci pare ci sia alcun modo comparabile per determinare le distanze presenti.".Questo problema delle distanze astronomiche era particolarmente sentito all'epoca in cui fu redatto il libro, poiché non era ancora stata effettuata una valutazione empirica dell'architettura cosmica, cioè della sua forma complessiva determinata dalla quantità di materia ed energia ivi contenuta. Non si sapeva se esso fosse chiuso o aperto; e quindi il suo grado di curvatura, ossia di scostamento dalla geometria euclidea: fattore rilevante per ricostruire le linee delle radiazioni traccianti il loro tragitto, quindi la collocazione dell'origine della loro trasmissione.
Comunque ogni collocazione di quel che nel tempo presente si capta dal resto del cosmo, qualsiasi strumento di controllo perfetto si usi, non è empiricamente constatabile, né prevedibile teoricamente.
[La distanza dichiarata degli anni-luce si riferisce al tempo che la luce ha impiegato per raggiungerci da quel punto spaziale specifico, che allora era occupata dal corpo emittente. Per il calcolo metrico della distanza percorsa dalla luce si deve tener conto anche del moto terrestre. Mentre la luce si dirigeva verso il punto nel quale era posizionato il nostro pianeta, anche questo si spostava, recedendo dal punto ora osservato, e nel suo viaggio la luce dev'essersi diffusa in modo proporzionale alla quantità di spazio attraverso cui è passata, arrivando quindi affievolita ai nostri obiettivi. Tal magnitudine apparente così espressa interviene nella stima cercata.]

## Altre informazioni biografiche e professionali
Nel quadro della sua attività professionale, specificatamente matematica, R.Osserman s'impegnò per aggiornamento e soluzioni attinenti alla materia delle funzioni geometriche e geometria differenziale, conseguentemente applicate alla teoria della superficie minima, nonché all'Isoperimetria e funzioni complesse. Il suo testo "Survey of Minimal Surfaces", la cui prima edizione venne alla luce nel 1969, è ritenuto un trattato basilare, efficace per predisporre e introdurre gli studenti all'apprendimento di questo peculiare aspetto dell'analisi matematico-geometrica. Egli sviluppò spesso le sue tesi correlandole alla ricerca fisica teorica e sperimentale, con peculiare attenzione per l'interpretazione dei risultati astronomici e allo studio utile all'elaborazioni cartografiche.
Sotto la sua guida cattedratica si sono formati valenti esperti nella sua disciplina che attualmente ne seguono le orme in geometria, topologia ed informatica. Il matematico Blaine Lawson, prof. alla Stony Brook University e membro della National Academy of Sciences, fu uno dei suoi primissimi allievi.
Osserman inoltre rivestì un ruolo direttivo a capo dei ricercatori matematici all'istituto Office of Naval Research, poi lettore al Programma Fulbright, all'Università di Parigi e Guggenheim Fellow all'University of Warwick.
È deceduto a Berkeley all'età di 84 anni, la sera del 30 novembre 2011, nella stessa casa in cui abitava dal 1980 insieme alla sua seconda moglie (Janet Adelman, venuta a mancare non molto tempo prima di lui e che era docente in Letteratura Inglese), dopo essersi speso fin all'ultimo periodo di vita rivolto a progetti, insegnamento e divulgazione della sua disciplina e dell'implicazioni e applicazioni ch'essa ha nei diversi rami scientifico-tecnologici. È acclarato il valore del suo notevole contributo al perfezionamento della summenzionata analisi concernente le superfici minime e le loro generalizzazioni: tipici studi rappresentanti un fattore di rilievo per la teoria fisica contemporanea. Appena 2 mesi prima del proprio decesso partecipò ad una conversazione, di carattere pubblico, con James Harris Simons (matematico, finanziere e filantropo), mentre nel precedente anno (il 2010) aveva realizzato nuovi articoli dei quali uno per "Notices of the American Mathematical Society".
Nel corso della sua esistenza, e lunga carriera accademica, pubblicò (oltre ai circa 70 articoli specialistici) una quantità di testi non di rado a scopo eminentemente divulgativo. Costantemente prodigandosi nella didattica e mediaticamente presente alfine d'una promozione di qualità delle cognizioni scientifiche, diffondendole con riguardo anche per un pubblico il più vasto possibile e perciò frequentemente adattando, con umiltà e maestrìa, i suoi insegnamenti matematici ad una cultura e istruzione di livello popolare; come dimostrano le interviste effettuate con Steve Martin e Alan Alda

## Opere
- Two-dimensional calculus (Krieger, 1977)
- Survey of minimal surfaces (1986)
- Poetry of the universe - A mathematical exploration of the cosmos (Random House, 1995)
- Poesia dell'universo - l'esplorazione matematica del cosmo, Longanesi&C., 1996

## Riconoscimenti
- Fellow alla John Simon Guggenheim Memorial Foundation (1976).
- Dean's Award for Outstanding Teaching, nel 1985.
- Communications Award dal Joint Policy Board for Mathematics, nel 2003.